# 493 Griseldis
493 Griseldis è un asteroide della fascia principale del diametro medio di circa 46,41 km. Scoperto nel 1902, presenta un'orbita caratterizzata da un semiasse maggiore pari a 3,1213562 UA e da un'eccentricità di 0,1704576, inclinata di 15,14860° rispetto all'eclittica.
Il suo nome è dedicato a Griselda, moglie del marchese di Saluzzo, paziente protagonista della decima novella dell'ultima giornata del Decameron di Giovanni Boccaccio.